# Христо Янков
Вижте пояснителната страница за други личности с името Христо Янков.
Христо Янков с псевдоними Славко, Христо Антонов Станкович и Сигизмунд Антонович е български революционер, член на Вътрешната македоно-одринска революционна организация.

## Биография
Янков е роден през 1879 или 1881 година в Кукуш, тогава в Османската империя, днес Килкис, в Гърция. Като ръководител на Кукушкия революционен комитет взема активно участие в Илинденско-Преображенското въстание. След въстанието се провежда околийски конгрес в Кукуш в 1904 година край Арджанското езеро, на който е избрано ново ръководство на Кукушката революционна околия, в което влизат Дино Кирлиев, Йордан Икономов, Аспарух Измирлиев, Гоце Имов, Никола Петров, Тено Цървениванов, Вангел Казански и Христо Янков. След това Янков става и член на Солунския окръжен комитет на ВМОРО. Делегат е на Солунския окръжен конгрес в 1905 година. По време на Хуриета участва в създаването на Народната федеративна партия (българска секция) и става секретар на нейното Централно бюро.
След Междудъюзническата война Янков се установява в Гюмюрджина, Царство България. След Първата световна война Янков организира делегация от българи, турци и евреи, която иска от командващия съглашенските окупационни части генерал Шарл Шарпи искане за автономия.
Янков става член първо на Временното представителство на бившата ВМОРО, през 1920 година на БКП и работи в емигрантската комисия към партията. Той е сред учредителите на ВМРО (обединена) през 1925 година във Виена и влиза в ЦК на организацията. Участва в Първата обща редовна конференция на ЦК на ВМРО (обединена) през лятото на 1929 година и е привърженик на „левите“ в ЦК.
Христо Янков емигрира в СССР в края на 1929 година, в 1937 година е арестуван от НКВД, а по време на Втората световна война умира.